# Pass the Time
Pass the Time je prvi EP slovenske thrash metal skupine Panikk, izdan marca 2015 pri založbi Xtreem Music. Vsebuje tri pesmi, vse odpete v angleščini. Vključuje dve studijsko posneti pesmi, Under Pretence in Rotten Cells, ter posnetek pesmi Messiah of Decay v živo. Besedila za vse pesmi je napisal pevec in kitarist skupine Gašper Flere. Pass the Time predstavlja zadnje sodelovanje skupine s kitaristom Nejcem Nardinom.

## Seznam pesmi
| Št.             | Naslov                      | Dolžina |
| --------------- | --------------------------- | ------- |
| 1.              | „Under Pretence‟            | 4:44    |
| 2.              | „Rotten Cells‟              | 4:49    |
| 3.              | „Messiah of Decay‟ (v živo) | 4:17    |
| Skupna dolžina: | Skupna dolžina:             | 13:50   |

## Zasedba
Panikk
- Gašper Flere — vokal, kitara
- Rok Vrčkovnik — bas kitara
- Črt Valentić — bobni
- Nejc Nardin — kitara